# Laubach (Weil)
Der Laubach ist ein 8 km langer Mittelgebirgsbach im hessischen Hochtaunuskreis. Er entspringt im Taunus bei Wilhelmsdorf, fließt insgesamt etwa nordwestwärts und mündet nahe der Etzauer Mühle im Gemeindeteil Gemünden von Weilrod von rechts in die Weil.

## Geographie

### Verlauf

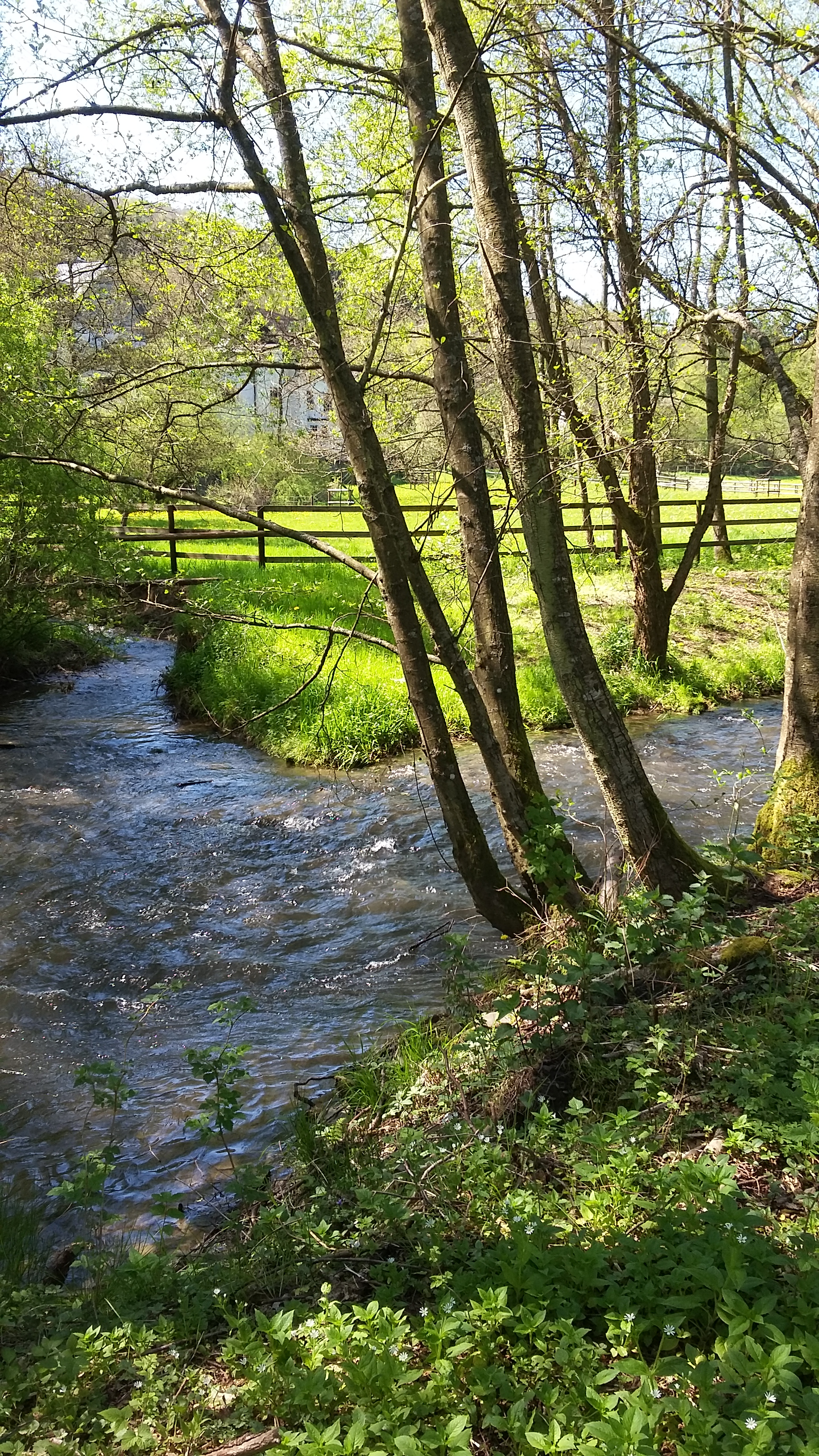
Mündung des Laubachs in die (im Bild von rechts kommende) Weil

Der Laubach entspringt auf einer Höhe von ungefähr 390 m ü. NHN nahe Wilhelmsdorf unterhalb der Wasserscheide; der Nachbarbach südöstlich des Ortes, der Stockheimer Bach, gehört bereits zum Flusssystem der Wetter. 
Der Laubach durchfließt das Laubachtal, in dem sich früher der Ort Finkenhain befand, und danach den Ort Laubach, der seinen Namen ebenfalls vom Bach hat. Dieser war historisch die Grenze zwischen dem Gebiet der Grafen von Nassau und demjenigen der Herren von Stockheim; auch der Ort Laubach war zwischen beiden Herrschaften geteilt. Der Bach fließt nun parallel der Kreisstraße 756 nach Gemünden. Dort mündet von links in der Dorfmitte der Sattelbach in den Laubach. 
Der letzte Abschnitt des Baches führt entlang der Kreisstraße 739 bis zur Mündung von rechts in die Weil, die bei der Etzauer Mühle auf einer Höhe von etwa 230 m liegt.
Benachbarte Weilzuflüsse sind der Bettenbach ober- und der Quadersbach unterhalb.

## Mühlen
Das Wasser des Laubachs trieb verschiedene Mühlen an. Bis 1733 gab es die Gemündener Dorfmühle, heute noch steht unterhalb des Dorfes die Lochmühle. Die Etzauer Mühle liegt dagegen an einem Mühlgraben der Weil, der wenige Meter oberhalb der Laubachmündung in die Weil zurückfließt.